# كرنفال فلوريانوبوليس للمثليين
كرنفال فلوريانوبوليس للمثليين (بالبرتغالية: Florianópolis Gay Carnaval‏) (غالبا ما يشار إليها باسم فقط كرنفال فلوريبا للمثليين: (بالبرتغالية: Floripa Gay Carnaval‏) هو كرنفال للمثليين يتم في فلوريانوبوليس، البرازيل. يشتمل الكرنفال على مسابقة بوب للمثليين (بالبرتغالية: Pop Gay‏)، وعلى مسابقة جمال للدراغ كوينز والأشخاص المتحولين جنسياً. يظم كل مهرجان البوب للمثليين خلال الكرنفال ومسيرة الفخر ما بين 40 إلى 50 ألف شخص.
تعد «بار ديكا» (بالبرتغالية: Bar da Deca‏)، أشهر بار على الشاطئ للمثليين في المدينة، لديه دي جي من الساعة 1 بعد الظهر وحتى بعد غروب الشمس في الصيف، في شاطئ مولي، وهو شاطئ يتردد عليه كثير من الأشخاص من مجتمع المثليين.